# بريستون نولز
بريستون نولز (بالإنجليزية: Preston Knowles) مواليد 29 مارس 1989 في وينشستر، هو لاعب كرة سلة أمريكي سابق. بدأ مسيرته الاحترافية في سنة 2011. حمل الرقم 4. لعب مع بستويا باسكت 2000 في ليغا باسكيت الدرجة الأولى ولعب مع أيه إي كي لارنكا في قبرص.

## روابط خارجية
- بريستون نولز على موقع كرة السلة الأوروبية.كوم (الإنجليزية)
- بريستون نولز على موقع كلية كرة السلة في سبورتس رفرنس.كوم (الإنجليزية)
- بريستون نولز على موقع ريلجم (الإنجليزية)
- بريستون نولز على موقع بروبوليرز (الإنجليزية)
- بريستون نولز على موقع سبورتس رفرنس (الإنجليزية)
- بريستون نولز على موقع سبورتس رفرنس (الإنجليزية)